# Karl Bürgler
Karl Bürgler CSsR (* 4. November 1943 in Illgau) ist ein Schweizer Ordensgeistlicher und emeritierter Apostolischer Vikar von Reyes.

## Leben
Karl Bürgler trat der Ordensgemeinschaft der Redemptoristen bei und empfing am 18. Mai 1973 die Priesterweihe. Er ging anschließend in die Mission.
Papst Johannes Paul II. bestellte ihn am 24. Januar 1997 zum Apostolischen Koadjutorvikar von Reyes und Titularbischof von Sinnipsa. Die Bischofsweihe spendete ihm Roger-Émile Aubry CSsR, der Apostolische Vikar von Reyes, am 11. April desselben Jahres; Mitkonsekratoren waren Edmundo Luis Flavio Abastoflor Montero, Erzbischof von La Paz, und Julio Terrazas Sandoval CSsR, Erzbischof von Santa Cruz de la Sierra.
Mit der Emeritierung Roger-Émile Aubrys CSsR am 1. Mai 1999 folgte er ihm als Apostolischer Vikar von Reyes nach.
Papst Franziskus nahm am 18. Februar 2019 seinen altersbedingten Rücktritt an.